# Veřejná doprava Vysočiny

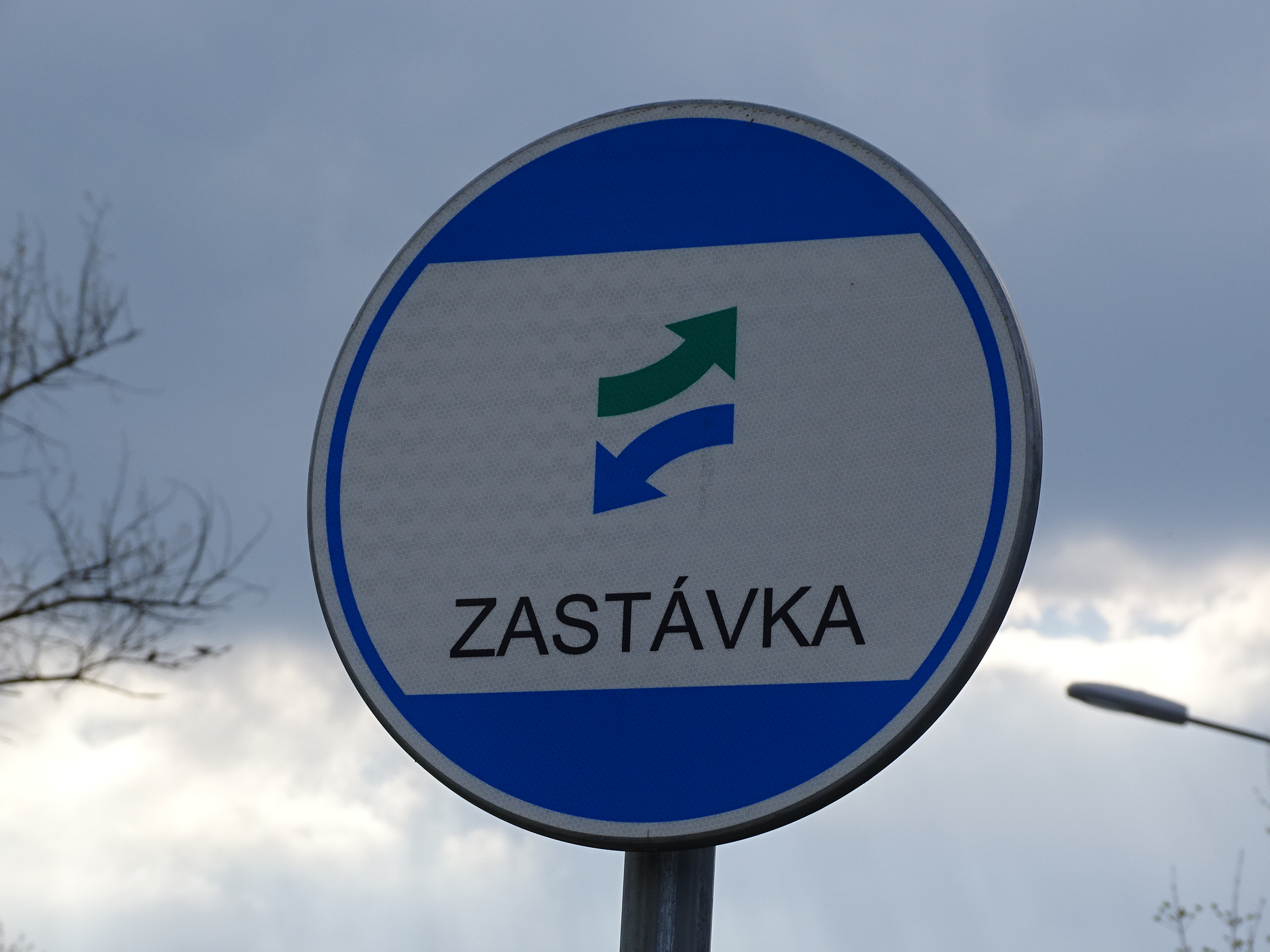
Označník zastávky s logem VDV

Veřejná doprava Vysočiny (VDV) je integrovaný dopravní systém v Kraji Vysočina. Fakticky byl spuštěn 1. března 2020 zavedením jednotného tarifního systému založeného na zónově-relačním tarifu. Do systému jsou zahrnuty pouze autobusové a železniční linky objednávané krajem. Od 1.1.2024 je v systému integrovaná i MHD v Jihlavě a v Třebíči. České dráhy nemají povinnost pro vnitrokrajské cesty tarif VDV aktivně a přednostně nabízet a mohou i na linkách objednávaných krajem vydávat jízdenky dle vlastního tarifu.

## Historické snahy o integraci
S prvními zmínkami o možné integraci veřejné dopravy v Kraji Vysočina se lze setkat již krátce po jeho vzniku začátkem roku 2000, přičemž ojedinělé snahy o integraci existovaly předtím i v některých z jeho pěti okresů.
Požadavky na integraci a nově i na vznik krajského IDS se váží k období přípravy a počátku IDS v sousedním Jihomoravském kraji. Tyto požadavky byly víceméně zohledněny krajským úřadem prostřednictvím vypsání soutěže na zpracování studie, zaměřené na optimalizaci dopravní obslužnosti a posouzení vzniku krajského IDS na Vysočině.
V tomto období se také krátce používal i pojem „Jihlavská hvězdice“ vycházející z názoru, že „nejpříhodnější situace pro integraci systémů veřejné dopravy panuje v území mezi městy Jihlava a Havlíčkův Brod, vhodnou příležitostí je zapojení i ostatních železničních tratí vycházejících z Jihlavy do budovaného IDS“.
V roce 2005 se objevilo označení „Integrovaný systém veřejné dopravy v Havlíčkově Brodě“ (viz např. oficiální krajský měsíčník Kraj Vysočina 1/2005, str. 2), jímž ovšem bylo rozuměno pouze to, že po výstavbě nového autobusového terminálu vedle železniční stanice Havlíčkův Brod měl být umožněn časově krátký přestup mezi MHD, veřejnou linkovou dopravou a vlaky. Nešlo tedy o IDS ve smyslu tarifní integrace.
V květnu 2007 náměstek hejtmana Václav Kodet pro dopravu v Kraji Vysočina prohlásil, že základním důvodem, proč IDS v kraji nebyl zaveden, je na jedné straně chybějící právní úprava jednoznačně definující legislativní rámec především koordinátora dopravy, který je při integraci nutným předpokladem, a vymezení jeho práv a povinností, na druhé straně potom nezbytnost přímé účasti obcí a měst daného území na financování IDS. Dále připomenul i výše uvedenou odbornou studii, ovšem z této studie vyzdvihl negativa IDS (např. uvedl, že „rozdrobená sídelní struktura kraje, kde není dominující městská aglomerace, vede k tomu, že v současné době není výhodné na Vysočině IDS zavádět“) a obhajoval zachování současného stavu dopravní obslužnosti (např. tím, že „koordinace mezi jízdními řády autobusové dopravy je vyhovující a oběh vozidel v linkové dopravě odpovídá potřebám kraje“).
Rovněž v květnu 2007 se k této záležitosti vyjádřil i hejtman Kraje Vysočina Miloš Vystrčil, který tlumočil rozhodnutí Rady kraje nezavádět integrovaný dopravní systém na Vysočině, podle které by se propojení železničních, autobusových a městských spojů v celém kraji asi nevyplatilo, protože na Vysočině nejsou velká městská centra. Krajští odborníci se prý budou zabývat možnostmi propojení jednotlivých druhů dopravy (v originálu textu uvedeno „doprav“) v menších částech kraje, například v krajském městě Jihlavě a jeho okolí. Nakonec podle vyjádření hejtmana „by to nepřineslo žádnou větší změnu, nesnížilo náklady na dopravu ani nezvýšilo kvalitu“ a dále dle jeho názoru „se ukazuje, že se nedá jednoznačně říci, že by zavedení integrovaného dopravního systému přineslo Vysočině výhody“.

## První návrhy integrace
V průběhu roku 2009 byla zpracovávána „Studie proveditelnosti zavedení integrovaného dopravního systému v podmínkách kraje Vysočina“. Cílem této studie bylo „posoudit možnost vzniku integrovaného systému veřejné dopravy“ na území Kraje Vysočina podle požadavků zadavatele studie. V rámci studie je možné najít několik návrhů, jako například:
- Doporučuje se zde integrovat osobní železniční dopravu a MHD Jihlava až ve druhé etapě, tedy po ukončení první etapy s integrací veřejné linkové dopravy a všech ostatních systémů MHD, resp. městské autobusové dopravy (ovšem následná integrace osobní železniční dopravy by byla komplikovaná, kdy by docházelo k přizpůsobování železnice k již zaintegrované především veřejné linkové dopravě).
- Je zde navrženo, aby „za železniční spoje (minimálně!) o víkendech nebyla prováděna úhrada z rozpočtu kraje v rámci základní dopravní obslužnosti, ale aby tyto spoje byly financovány (jako autobusové spoje) obcemi“ (s rizikem, že by obce ze svých rozpočtů nebyly schopny dotovat osobní železniční dopravu (resp. i problém vzájemné dohody několika obcí na dotacích), čímž by se významně snížil rozsah veřejné dopravy).
- Návrh na zajištění činnosti koordinátora IDS stávajícími úředníky Odboru dopravy a silničního hospodářství, kteří by byli posíleni o 2 nové úředníky (počítá se s konzultační činností specializované firmy).
- V kapitole s názvem „Návrh standardů dopravní obslužnosti“ se mj. uvádí: „…zavedení těchto standardů by znamenalo výrazný nárůst dotací na veřejnou dopravu s relativně malým výsledkem (počet převezených cestujících). Proto je uvedená čísla nutno brát jako dlouhodobý cíl a k jejich realizaci v praxi se přibližovat postupně za aktivní spoluúčasti obcí (i finanční).“ Podmiňovat aplikaci standardů dopravní obslužnosti finanční spoluúčastí obcí určitě nebyl správný návrh.

Po předložení studie zpracovatelem byli dne 15. 12. 2009 po zasedání Zastupitelstva kraje seznámeni zastupitelé s touto studií.
Na začátku roku 2010 (20. ledna) se uskutečnila v Jihlavě první informativní schůzka pracovní skupiny pro IDS, tvořené zástupci dopravců a úředníky krajského úřadu, kde došlo pouze k seznámení dopravců o možnosti vzniku IDS Kraje Vysočina. Druhá a zároveň poslední schůzka se uskutečnila v červnu 2010 ve Vysokém Mýtě, kde byli dopravci informováni o navrženém odbavovacím systému pro IDS.
Současně krajský úřad připravoval podklady pro zasedání Zastupitelstva kraje, které se uskutečnilo 22. 6. 2010 a které rozhodovalo o vzniku IDS. Na rozdíl od studie se objevily mj. tyto nové návrhy:
- Hned od zavedení IDS bude využití bezkontaktních čipových karet jako základního nástroje odbavování cestujících, ale při současné neexistenci akceptace mezi stávajícími odbavovacími systémy jednotlivých dopravců (navrženy karty Mifare Desfire, i když např. všichni dopravci veřejné linkové dopravy a MHD (kromě Jihlavy) využívali předchozí verzi karet Mifare Standard). Později krajem navržena jako cíl výměna stávajících odbavovacích strojků za nové (distribuce výrobcem až od roku 2011), kdy se ale nepočítalo s finančním příspěvkem dopravcům na změnu tohoto systému a ani cestujícím na výměnu stávajících odbavovacích karet – navíc své současné platební karty používají dopravci i u sousedních IDS (např. IDS Pardubického kraje), tedy nelze vyloučit potenciální riziko nekompatibility.
- Integrace bude postupná podle částí kraje ve dvou etapách, kdy severní část kraje by měla být zaintegrována k 1.7.2011, zbývající část kraje k 1.7.2012.
- Krajské kartové centrum se nebude zřizovat, i když v rámci studie proveditelnosti IDS bylo toto doporučeno.
- „Železnice nemůže být páteřní sítí (malá hustota kolejí, nízká rychlost, přestupy)“.
- Koordinátor v rámci Odboru dopravy a silničního hospodářství bude tvořen 5 pracovníky: IT technik na karty a odbavování (2 pracovníci), dopravní expert, tarif a tvorba JŘ (2 pracovníci), ekonom zajišťující styk se zúčtovacím centrem (1 pracovník).
- „Nechceme se dát cestou Jihomoravského kraje. Náš systém přizpůsobíme potřebám obyvatel. Nebudeme platit žádného koordinátora, jako mají v Jihomoravském kraji KORDIS. Koordinaci zvládnou naši úředníci na kraji.“

V rámci hlasování ale nebyl návrh na zavedení IDS Vysočina zastupiteli přijat.

## Přesah IDS JMK do Kraje Vysočina
Nezávisle na přípravě možného vzniku IDS Vysočina se po tarifním rozšíření IDS Jihomoravského kraje (IDS JMK) od 1. července 2007 na trati č. 240 po Náměšť nad Oslavou podařilo v roce 2010 místním samosprávám a občanům při hranici s Jihomoravským krajem prosadit další tarifní rozšíření IDS JMK, od 1. července 2010 došlo k zaintegrování úseku tratě č. 241 až po Moravské Budějovice. Od 1. července 2014 proběhlo další tarifní rozšíření IDS JMK, a to úseku tratě č. 251 až po zastávku Rovné-Divišov, později s tímto došlo i k zaintegrování MHD Bystřice nad Pernštejnem. I přes snahu místní samosprávy na Bystřicku veřejná linková doprava zaintegrována do IDS JMK z důvodu tvrdého nesouhlasu Kraje Vysočina nebyla. Od prosince 2022 je dokončeno pro osobní vlaky tarifní rozšíření IDS JMK u tratě č. 250 až po Křižanov, rychlíky jsou zaintegrovány jen do stanice Tišnov. Stále není tarifní integrace rychlíků po Žďár nad Sázavou s tarifní integrací MHD Žďár nad Sázavou, a to i přes trvající snahu tohoto města.

## Stav po roce 2010
Kvůli nespokojenosti cestujících a místní samosprávy se stavem krajské veřejné dopravy byly v roce 2013 zahájeny přípravné práce na změně, ovšem nikoliv jako IDS. Cílový stav veřejné dopravy v kraji měl mít název Komplexní dopravní systém (KDS). Jak bylo uvedeno v citovaném článku v MF DNES, tak u KDS se nejednalo o integrovaný dopravní systém, ale o jinou formu veřejné dopravy v kraji s předpokladem spuštění v roce 2017. V KDS měla být dominantní (a posílena) autobusová doprava, protože podle představitelů kraje nejsou v kraji páteřní trasy železnice. Jak prohlásil krajský náměstek pro dopravu Libor Joukl, tak „Vysočina je krajem vesnickým, roztříštěným, bez jednoho dominantního sídla a páteřní trasy železnice, na kterou by autobusy navážely cestující z periferie. Proto se u nás bude muset vymyslet varianta založená na spádových oblastech a přednostně na autobusech“.
Přípravou a vytvořením KDS byla pověřena vysoutěžená firma.
V červnu 2014 (před komunálními volbami) proběhlo jednání s obcemi s minimální účastí jejich zástupců (20 procent). Podle uvedené prezentace se počítalo s vyšší finanční spoluúčastí obcí na dopravní obslužnost, kde mělo být vzájemné provázání se standardy dopravní obslužnosti a dostupnými rozpočtovými zdroji, respektive standardy počtu spojů měly být podle počtu obyvatel v sídle (polovina všech obcí kraje má 200 obyvatel a méně).
V roce 2015 byl připravovaný KDS přejmenován na „Veřejná doprava Vysočina“ (VDV).
Návrh integrovaného dopravního systému byl dán krajem k dispozici už na podzim 2017, konečnou podobu chtělo vedení kraje předložit ke schválení v průběhu zimy 2017/2018. Starosta Přibyslavi Martin Kamarád k tomu řekl, že on sám pro zapojení Přibyslavi hlasovat nebude. Kraj podle něj nový dopravní systém prezentuje tak, že natolik zahustí dopravu, aby se nevyplatilo jezdit vlastními auty. Jenže lidé auty nejezdí proto, že by jim nejel autobus, ale proto, že něco nebo někoho potřebují odvézt, potřebují se dostat až přímo na místo, potřebují cestovat rychleji. Doprava v krátkých taktových intervalech podle něj bude příliš drahá a kraj spoléhá na to, že obce toto navýšení spojů zaplatí, autobusy ale podle něj budou jezdit prázdné. Systém podle něj možná pomůže menším obcím, kam nyní zajíždějí třeba dva spoje denně, ale větší sídla na tom budou tratit více než dosud. Náměstek jihlavského primátora Vratislav Výborný za přizvukování ředitele dopravního podniku Josefa Vilíma vyjádřil obavu, že by krajský dopravní systém přebral cestující místní MHD a dopravnímu podniku by tak snížil tržby. Havlíčkův Brod kategoricky odmítl zavedení zastávky regionálních autobusů přímo na Havlíčkově náměstí, kde nejsou zastávkové zálivy a stanicující autobusy tak blokují automobilovou dopravu už dnes, kdy zde zastavují pouze linky MHD.
Veřejnou publicitu připravovaný systém dostal znovu v únoru 2019, kdy bylo předpokládáno, že systém bude spuštěn k 1. lednu 2020. Náměstek jihlavské primátorky a krajský zastupitel Jaromír Kalina v reakci na setkání krajské dopravní komise vyjádřil pochybnost, že se podaří spuštění systému od 1. ledna 2020, a předpokládal posun o rok. Rovněž další jihlavský náměstek primátorky, Petr Laštovička, označil projekt ve vztahu k Jihlavsku za málo připravený a málo prodiskutovaný. Kraj v reakci na tyto pochybnosti v únoru 2019 prohlásil, že pod hlavičkou VDV už jezdí cestující v autobusech na lince Jihlava – Velké Meziříčí – Brno a ve vlacích mezi Havlíčkovým Brodem a Pardubicemi. Mluvčí kraje žádný odklad nepřipustila a prohlásila, že systém je „papírově a logisticky téměř připraven“. Hejtman Jiří Běhounek v únoru 2019 řekl, že díky průběžnému začleňování konkrétních spojů do nového systému regionální dopravy lze později eliminovat skokové a nárazové změny, a jako probíhající změny zmínil nenápadné navyšování počtu spojů. VDV podle kraje měla být zaváděna po etapách, z toho železniční doprava měla být začleněna již v prosinci 2019 a tato etapa měla prolínat se začleněním většiny regionální autobusové dopravy a rozběhnutím odbavovacího systému. Zdeněk Menoušek z Okříšek však na příkladu své obce ukázal, že v návrzích VDV k žádnému vítanému navýšení počtu spojů nedochází. Rovněž podle něj návrhy nenaplňují záměr využit železnici jako páteřní dopravu, nedochází k zavedení slibovaného taktového intervalů, přestupních vazeb ani zrušení paralelní jízdy vlaků a autobusů.
Na začátku dubna 2019 kraj podepsal novou desetiletou smlouvu na železniční dopravu s Českými drahami na základě přímého zadání, protože jiný dopravce podle hejtmana v předběžných konzultacích neprojevil zájem. Následně krajská mluvčí prohlásila, že v termínu od nového jízdního řádu, tedy od 15. prosince 2019, bude spuštěn nový jízdní řád dle Veřejné dopravy Vysočiny (VDV) v drážní dopravě společně i s krajským tarifem VDV, avšak zatím nebudou do systému zapojeny autobusy, protože kraj nestačí včas vysoutěžit dopravce, a s jejich zapojením se nyní počítalo až od roku 2021. Toto ale bude nejdříve v roce 2022.
V srpnu 2019 kraj oznámil, že pro organizaci VDV zavede v působnosti odboru dopravy krajského úřadu centrální dispečink veřejné dopravy, který má dozorovat autobusovou i železniční dopravu. Má být založen na velice sofistikovaném software, který má mimo jiné online vyhodnocovat dopravní situaci, polohy jednotlivých autobusů a vlaků a následně například navrhovat variantní řešení mimořádných situací, které jsou generovány nejčastěji výlukami nebo objížďkami. Z typů prodaných jízdenek má software usuzovat i to, zda cestující pravděpodobně využije garantovanou návaznost, kvůli které by bylo nutné navazující spoj zdržet. Software dispečinku měl být do poloviny roku 2020 doplněn i o funkcionalitu tvorby jízdních řádů, ale dosud není zřízen ani dispečink a není dodán ani zmiňovaný software. Součástí zadání veřejné zakázky na centrální dispečink je i vytvoření rozhraní pro komunikaci dispečinku s IZS Kraje Vysočina nebo do budoucna pro komunikaci s inteligentními zastávkami. Součástí zakázky je i příprava webové aplikace, ve které cestující budou moci online schopen sledovat polohu konkrétního spoje. Až v polovině února 2020 kraj ohlásil spuštění nového tarifu k 1. březnu 2020.
V prosinci 2019, ještě před zavedením jednotného tarifu, byly pod hlavičkou VDV provedeny změny jízdních řádů, které měly vést ke zlepšení návazností. S navrženými změnami jízdních řádů jsou ale obce nespokojeny, vzniklo i několik peticí. Například se jednalo o petici k rušení železničního spojení Třebíče a Brna, petice za zachování autobusové linky Dačice – Brno, petice proti rušení vlaků na části trati Žďár nad Sázavou – Tišnov a podobně. Města a obce dávaly připomínky k v utajení připraveným jízdním řádům vlaků a linkových autobusů, jako například město Žďár nad Sázavou (v roce 2018, v roce 2020 a v roce 2024), město Humpolec nebo obce na Ledečsku.
Dosud bylo jízdné u různých dopravců odlišné, jako příklad s nízkým jízdným kraj uvádí Pelhřimovsku, jako příklad oblasti s vyšším jízdným Havlíčkobrodsko. Od 1. března 2020 byl zaveden jednotný zónově-relační tarif, zatím jsou používány integrované papírové jízdenky. Plnohodnotný integrovaný systém založený na elektronických jízdenkách plánuje Kraj Vysočina zavést po výběrovém řízení na zajišťování dopravní obslužnosti, také je plánováno spuštění e-shopu a možnost placení jízdného platebními kartami. Způsob nákupu jízdenek se nyní nemění, jízdenky se nadále kupují při nástupu u řidiče autobusu, u Českých drah v pokladně na nádraží nebo u průvodčího ve vlaku, jízdenka však nově je přestupní. České dráhy nemají povinnost krajskou integrovanou jízdenku samy nabízet, cestující má volbu mezi kilometrickým tarifem ČD a integrovaným tarifem VDV.
Od 1. března 2020 byly do tarifu VDV zapojeny regionální spoje dopravců Arriva Východní Čechy, ČSAD Benešov, ČSAD Jindřichův Hradec, ICOM transport, Tourbus, TRADO-BUS, ZDAR, Zlatovánek a České dráhy, a to pouze spoje objednávané Krajem Vysočina. Od dubna 2020 pak přibyli BDS-BUS a TREDOS. Do krajského integrovaného systému prozatím nebude zapojen žádný ze systémů MHD v kraji, ty mají být připojeny až v některé z posledních fází, nejdále je v přípravě Jihlava. Pokud cestující pojede na lince do jiného kraje, bude pro celou cestu odbaven podle kilometrického tarifu dopravce. Rozšíření přesahů tarifu Veřejné dopravy Vysočiny do sousedních krajů, například do Tišnova a do Znojma, proběhlo v létě 2020. Náměstek jihlavské primátorky Jaromír Kalina v dubnu 2019 řekl, že měla být správným začátkem integrace s hromadnou dopravou největšího města, kterým je Jihlava, ale zatím nejsou známy parametry ani nastavení odbavovacího systému.
Dne 11. září 2018 Zastupitelstvo Kraje Vysočina v bodě 61 schválilo po předchozím souhlasu Rady Kraje Vysočina návrh nově požadovat po obcích příspěvek na financování veřejné dopravy v rámci navržených jízdních řádů dle projektu Veřejná doprava Vysočina, a to ve výši 70 Kč za občana obce/rok. Následně došlo k výzvě všem obcím a městům kraje ke schválení smlouvy na jejich přispívání na financování veřejné dopravy v kraji. Odezva obcí ale byla minimální, protože jen 6,7 procenta obcí souhlasilo, 9,5 procenta obcí souhlasilo s výhradou (zejména s požadavkem na úpravu jízdních řádů), 2,7 procenta obcí nesouhlasilo a dokonce 81,1 procenta obcí se tímto vůbec nezabývalo. Proto dne 8. září 2020 Zastupitelstvo Kraje Vysočina v bodě 91 schválilo po předchozím souhlasu Rady Kraje Vysočina zrušení návrhu požadovat po obcích příspěvek na financování veřejné dopravy v rámci navržených jízdních řádů dle projektu Veřejná doprava Vysočina. Ještě předtím ale vedení Kraje Vysočina v tiskové zprávě upozornilo, že kvůli nezájmu obcí o placení se finanční příspěvky na krajskou dopravní obslužnost poskytnou z rozpočtu kraje s tím, že "Jednou, nikoli jedinou z možností, jak budou finanční prostředky získány, by mohlo být i snížením objemu dotací, které Kraj Vysočina poskytuje obcím formou různých programů.".
S platností od roku 2019 měly být v Kraji Vysočina vysoutěženi noví dopravci veřejné linkové dopravy. Veřejnou soutěž se ale nepodařilo zrealizovat, proto byly na další dva roky prodlouženy smlouvy se stávajícími autobusovými dopravci. Důvodem odkladu bylo to, aby noví autobusová dopravci mohli být vysoutěžení ke konci roku 2021. Na začátku roku 2021 vypsal Kraj Vysočina veřejnou soutěž tak, že území kraje bylo rozděleno na 8 soutěžených oblastí. Po ukončení soutěže bylo oznámeno, že u všech 8 soutěžených oblastech nejnižší cenu za ujetý kilometr nabídl dopravce ICOM transport nebo jeho dceřiná společnost TRADO. Po oznámení výsledků se objevily připomínky k veřejné soutěži jako takové. Proti výsledkům soutěže bylo podáno několik připomínek, o kterých rozhodoval soud i ÚOHS. Protože ukončení soutěže bylo v nedohlednu, tak Kraj Vysočina v březnu 2023 zrušil soutěž a začal se připravovat na vyhlášení soutěže nové. Nová soutěž byla ukončena a postupně se mění jízdní řády autobusových linek. A to od 1. 2. 2025 na Bystřicku, Velkomeziříčsku, Havlíčkobrodsku, Polensku a v oblasti Žďárských vrchů, od 30. 3. 2025 na Jihlavsku a od 1. 5. 2025 na Moravskobudějovicku a Třebíčsku. Únorová změna jízdních řádů se setkala s kritikou a nespokojeností, v části Havlíčkobrodska se připravovala petice. Ve školách se kvůli tomu musel i měnit rozvrh, jako například na Základní a mateřské škole Radostín nad Oslavou. Není zatím uzavřena oblast Moravskobudějovicka a Třebíčska kvůli řešení stížnosti na ÚOHS.
V roce 2025 Kraj Vysočina zveřejnil zkušební verzi on-line mapy polohy autobusů..